# بيتر رايت
بيتر رايت (بالإنجليزية: Peter Wright)‏ (1 يناير 1982 ببرستون في المملكة المتحدة - ) هو لاعب كرة قدم بريطاني في مركز الهجوم. لعب مع نادي ساوثبورت ونيوكاسل يونايتد ونادي هاليفاكس تاون وأشتون يونايتد ونادي تشورلي وكندل تاون ‏ وNantwich Town F.C. ‏ وBamber Bridge F.C. ‏ ونادي بارسكو وMossley A.F.C. ‏ وليك تاون ‏ ونورثويتش فيكتوريا ونادي ألترينتشام ونادي نيلسون وفليتوود تاون.

## وصلات خارجية
- بيتر رايت على موقع قاعدة بيانات كرة القدم.إي يو (الإنجليزية)
- بيتر رايت على موقع Soccerbase.com (لاعب) (الإنجليزية)